# 멜로즈 플레이스 (2009년 드라마)

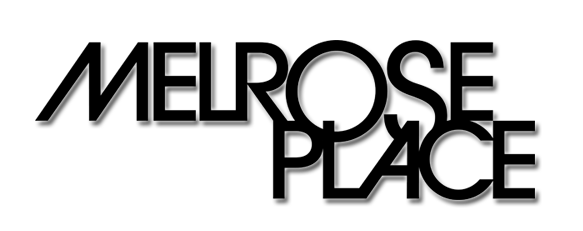

멜로즈 플레이스(Melrose Place)는 미국에서 2009년 9월 8일부터 2010년 4월 13일까지 방영한 드라마이다.